# Aleksándrov
Aleksándrov (del ruso: Алексáндров) es una ciudad del óblast de Vladímir, en Rusia, centro administrativo del raión homónimo. Está situada a orillas del río Séraya, un afluente del río Sherná (que es tributario del río Kliazma, de la cuenca del Volga a través del río Oká), a 120 km al nordeste de Moscú. Las ciudades más cercanas son Strúnino (8 km al oeste) y Karabánovo (9 km al sur). Su población se elevaba a 62.300 habitantes en 2010.

## Historia

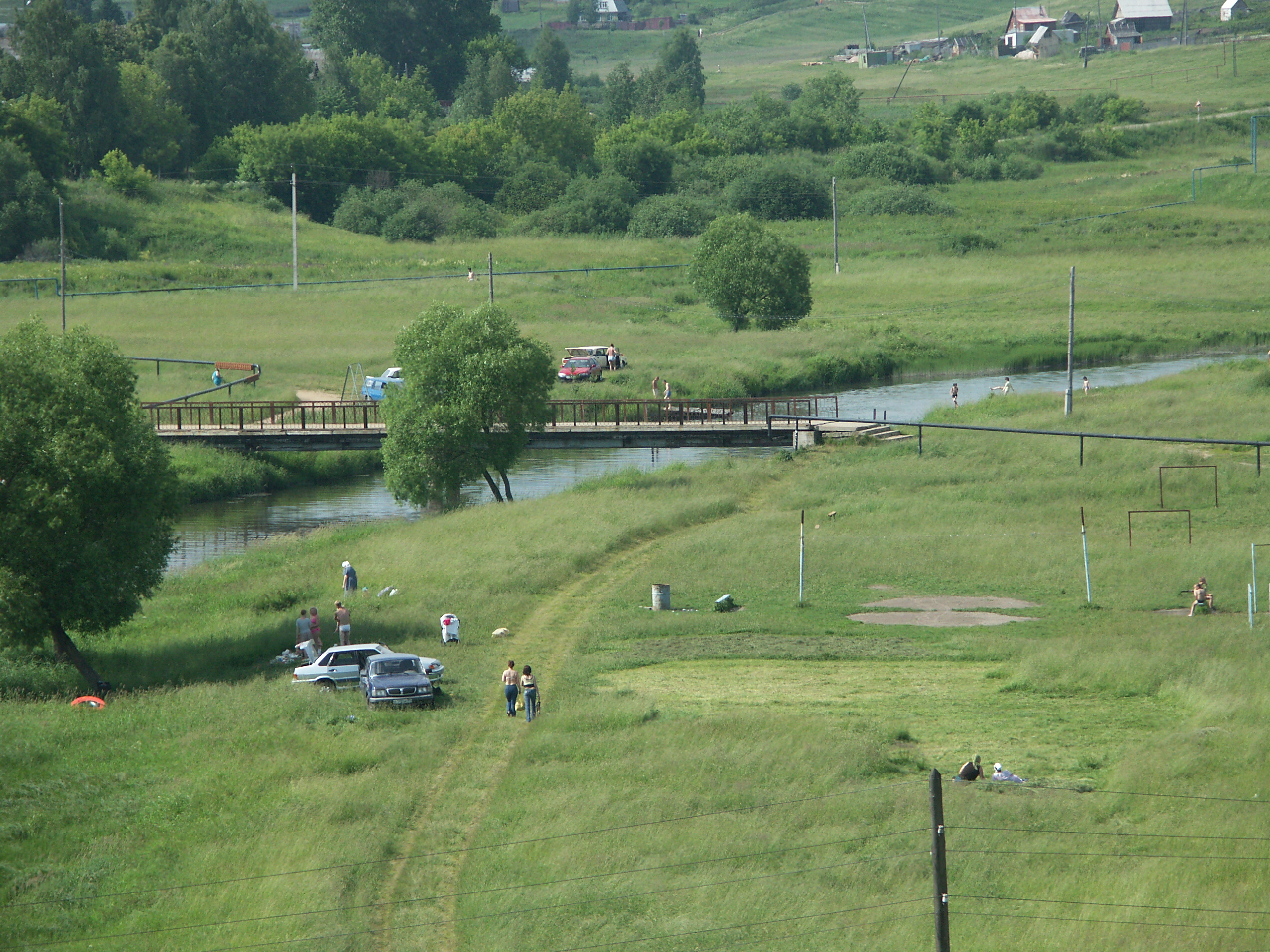
El río Séraya cerca de Aleksándrov

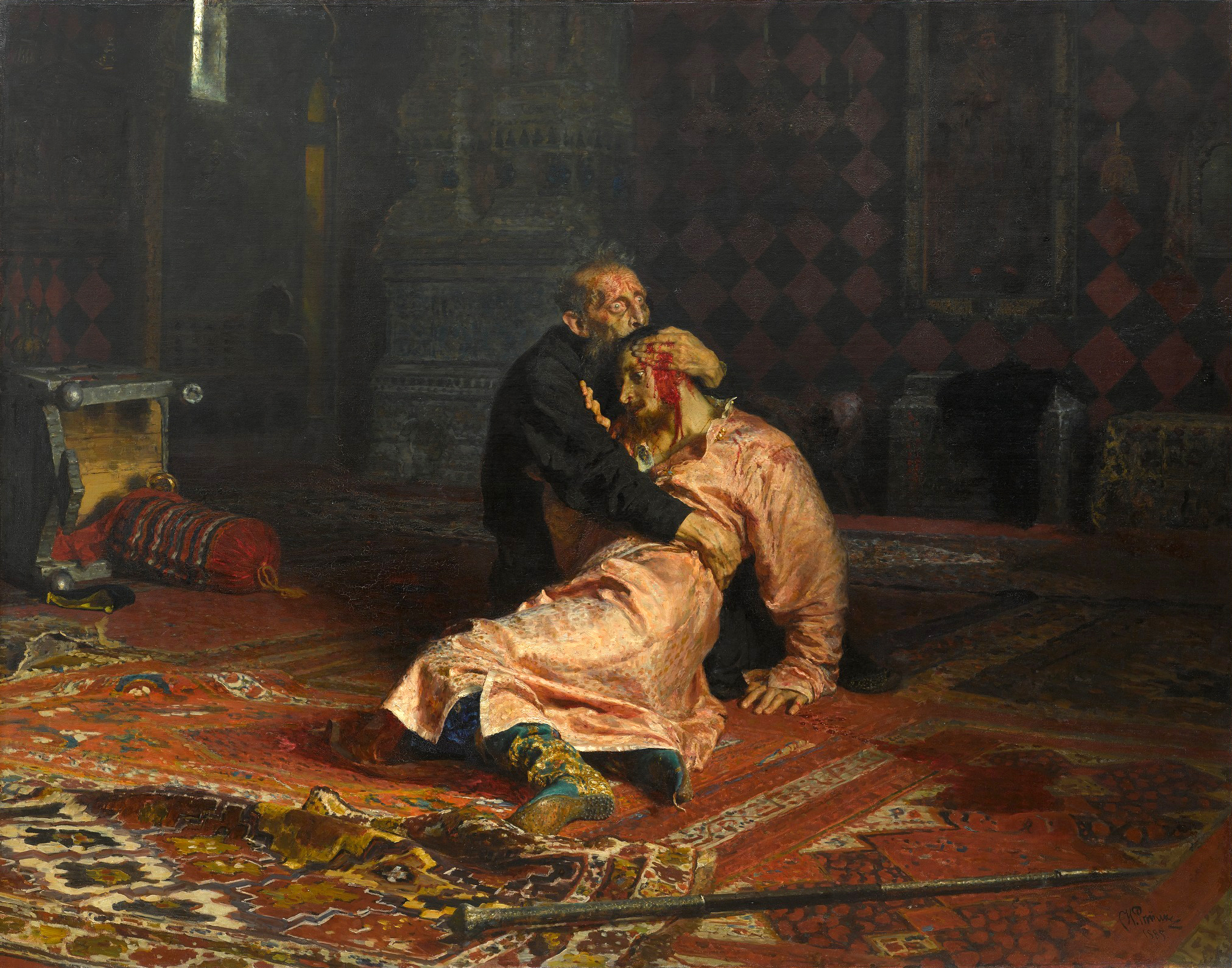
Iliá Repin (1844-1930), Iván el Terrible y su hijo el zarévich Iván el 16 de noviembre de 1581 (1885)

La primera mención de la ciudad se encuentra en un ukaz del siglo XIV de Iván I, donde es llamada Aleksándrovskaya slobodá. En 1513, adjunto a la localidad se construyó un palacio circundado por un gran jardín por orden del gran príncipe Basilio III, por el que se conoció a la ciudad como la "Versalles rusa". 
La ciudad de Aleksándrov fue la capital de Rusia durante diecisiete años, de 1564 a 1581, bajo el zar Iván el Terrible, hasta que aceptó devolver las reliquias y la corte a Moscú, únicamente tras obtener el permiso de la Iglesia ortodoxa rusa para fundar la Opríchnina. Es aquí donde, previamente, en 1553, había muerto al poco de nacer su hijo primogénito Dmitri, ahogado en el río. La abandonaría tras asesinar de un bastonazo a su hijo, el zarévich Iván el 16 de noviembre de 1581 en una discusión por la ropa que llevaba su nuera. De la época de Iván se conserva el actual monasterio de la Ascensión de la Virgen (del ruso: Успенский монастырь). Los edificios oficiales de la residencia fueron dañados a principios del siglo XVII durante la llamada Smuta por las tropas polacas y lituanas. A mediados de siglo, el zar Miguel I de Rusia construyó un palacio de madera en la slobodá. La localidad mantendría su importancia como residencia de caza del zar.

En el siglo XVIII la antigua slobodá creció mediante un modelo planificado, siendo así tanto que se le concedió el estatus de ciudad en 1778 por decreto de Catalina II. En 1788, la zarina impulsó un plan de infraestructuras que facilitaba la comunicación entre Moscú y Aleksándrov, parar en 1796 convertirse en centro administrativo de un uyezd de la guberniya de Vladímir-Kostromá. En 1870 fue conectada por ferrocarril a la capital del Imperio ruso (el edificio actual de la estación fue erigido en 1903), a mitad de camino a Yaroslavl. A finales del siglo XIX se desarrolla una floreciente industria textil. La ciudad creció sensiblemente en el siglo XX. Con la edificación de una fábrica de radios en la década de 1930, la ciudad continuó industrializándose en el período soviético.

## Demografía
| 1897  | 1939   | 1959   | 1970   | 1979   | 1989   | 2002   | 2008   | 2010   |
| ----- | ------ | ------ | ------ | ------ | ------ | ------ | ------ | ------ |
| 6 800 | 28 000 | 36 700 | 49 900 | 60 400 | 66 000 | 64 824 | 63 028 | 62 300 |

## Cultura y lugares de interés

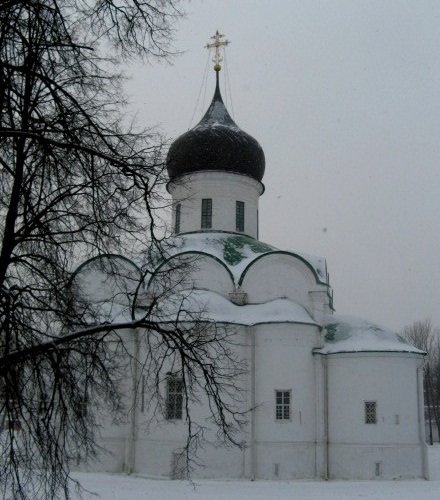
Catedral de la Trinidad, en Aleksándrovskaya Slobodá.

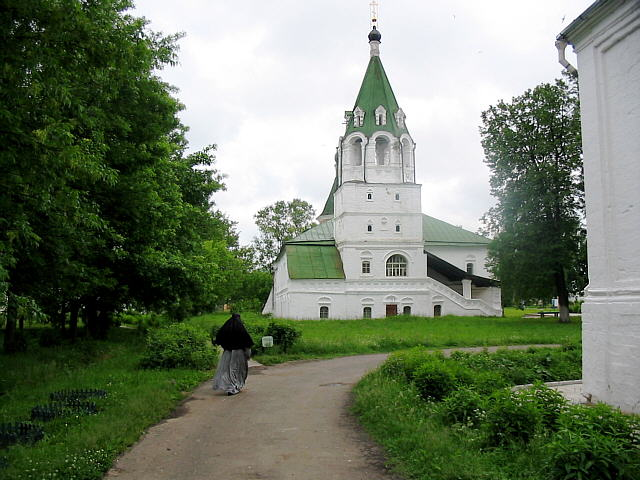
Aleksándrovskaya Slobodá.

A causa de su importancia histórica y la los edificios del siglo XVI parcialmente conservados, la ciudad de Aleksándrov pertenece al llamado Anillo de Oro de Rusia al nordeste de Moscú.
En la localidad se halla aún el complejo palaciego de Aleksándrovskaya Slobodá (Kremlin de Aleksándrov) con numerosas iglesias como la catedral de la Trinidad, la iglesia de la Ascensión o la iglesia de la Crucifixión. Se puede observar la vida y obra de Iván el Terrible, a través de objetos como su trono de marfil, entre otros de los que son exhibidos. Actualmente el complejo pertenece al monasterio de la Ascensión de la Virgen (Успенский монастырь).

## Economía y transporte
Aleksándrov es el centro de una región agrícola y además una ciudad industrial. Las empresas más importantes de la ciudad son una fábrica de lámparas, dos talleres electrónicos y compañías de la industria ligera. 
La ciudad cuent con dos estaciones de ferrocarril, la Aleksándrov I en la línea Moscú-Yaroslavl, y Aleksándrovsk II, en la línea Aleksándrov I - Kurovskoye. En el territorio de la ciudad se cruzan el ferrocarril Transiberiano y el gran anillo de ferrocarril de Moscú. Asimismo pasa por la localidad la carretera M8.

## Personalidades
- Vasili Zúbov (1900-1963), historiador de la ciencia, matemático y filósofo soviético.

## Ciudades hermanadas
- Česká Lípa, República Checa

## Galería

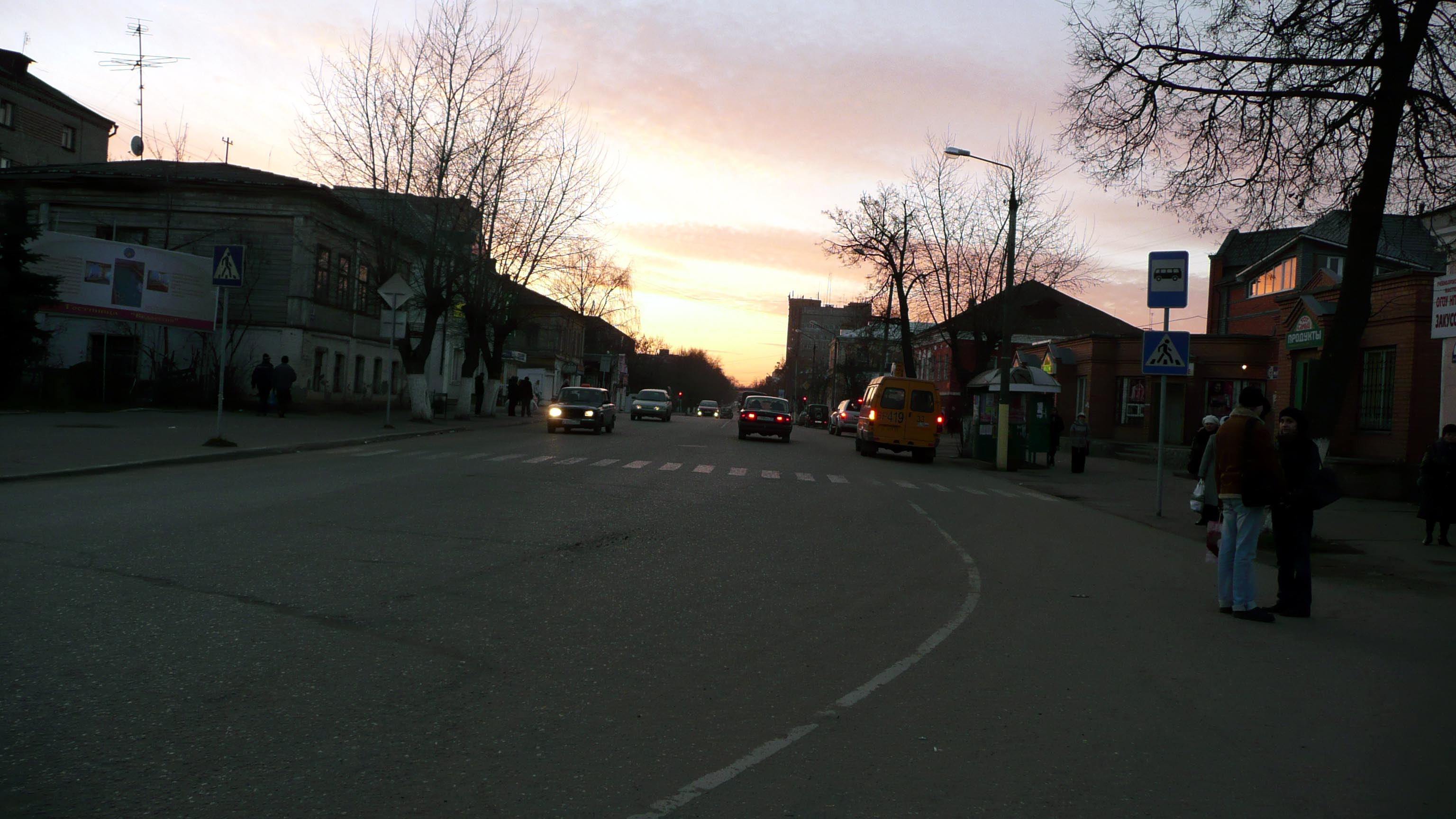
Calle Lenin.
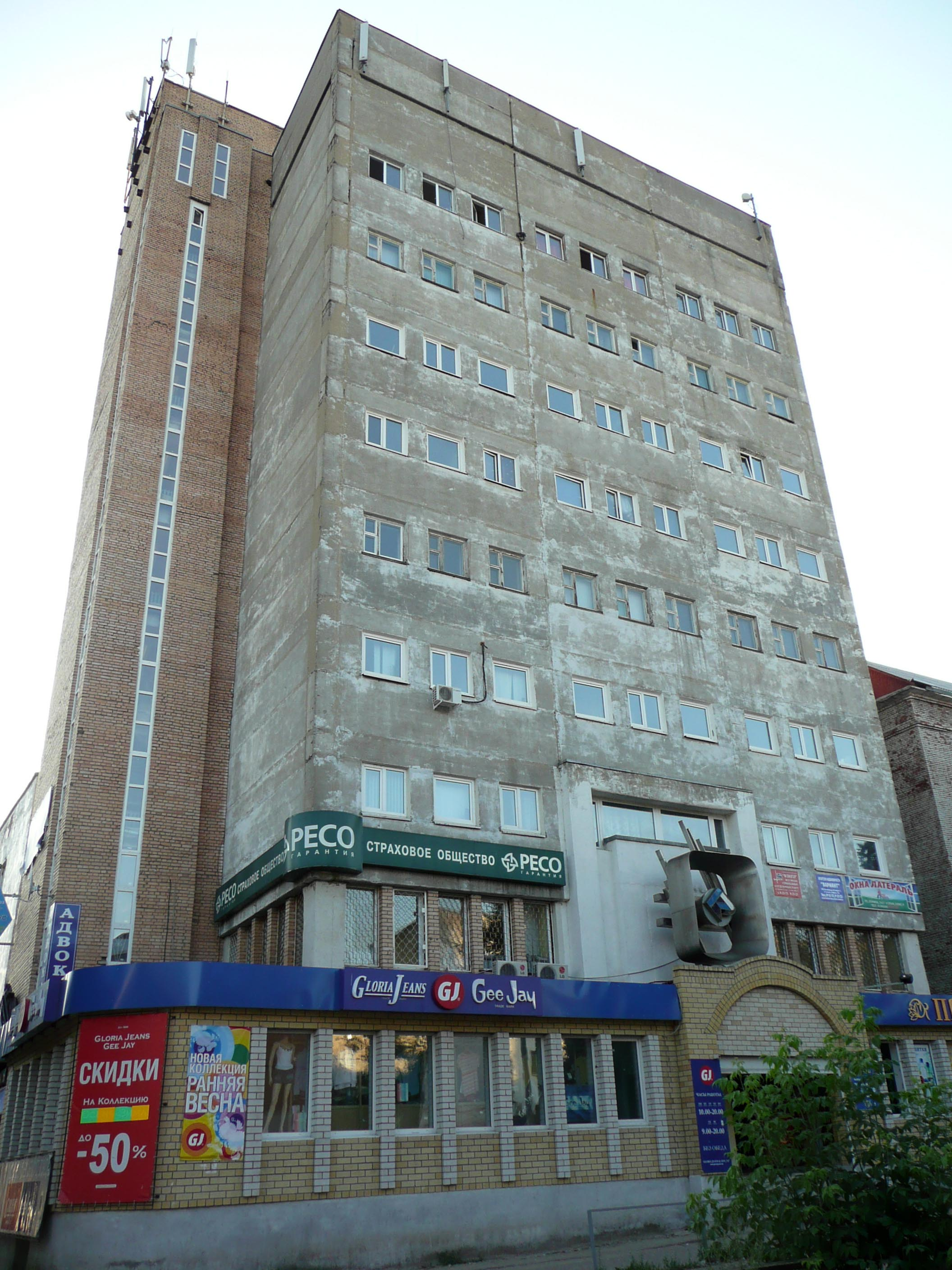
Plazoleta delante de la antigua fábrica de radios.
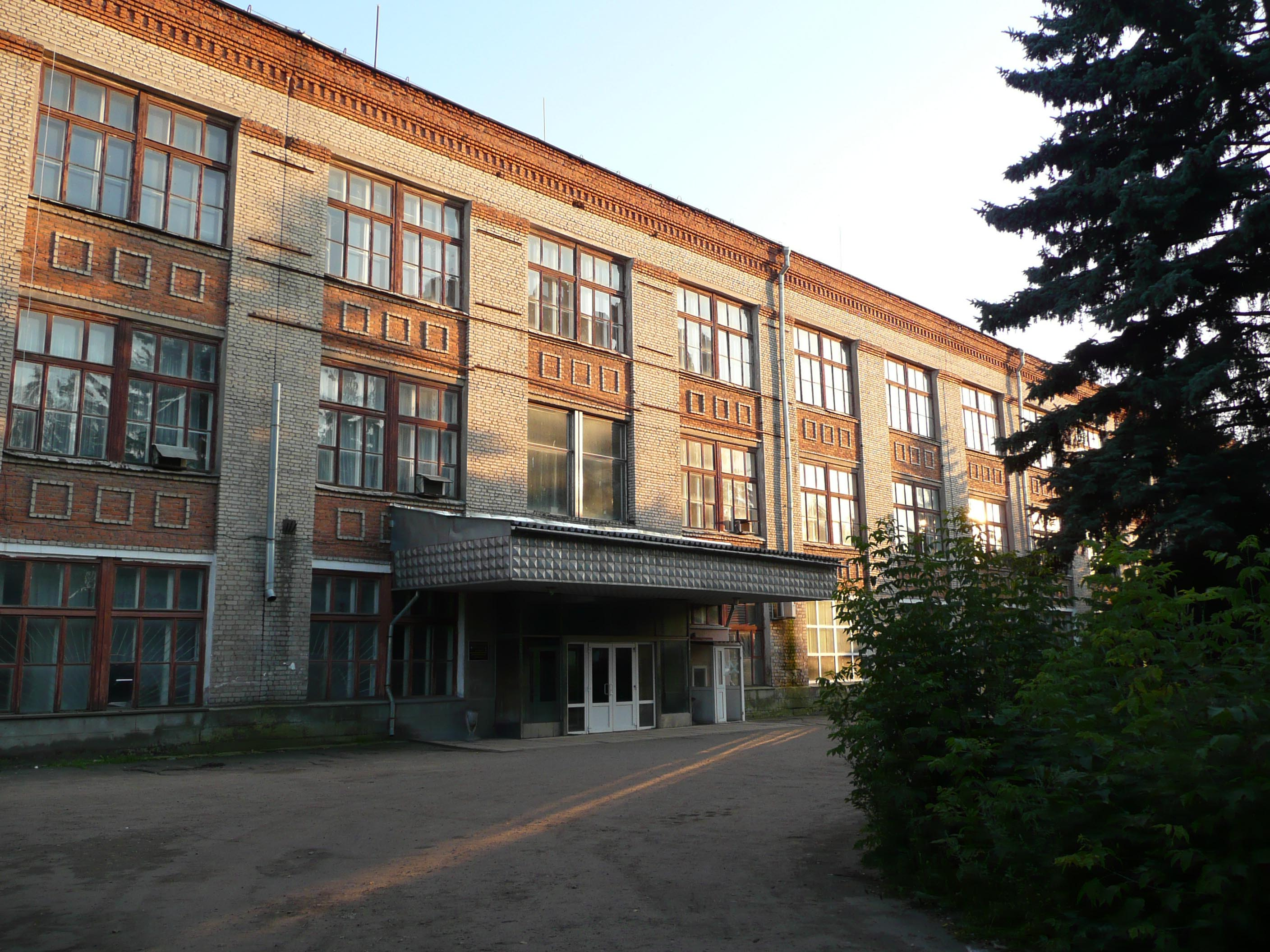
VNISIMSa, El instituto de investigación científica de toda Rusia de la síntesis de las materias primas minerales (producción de monocristales de cuarzo y diamantes).
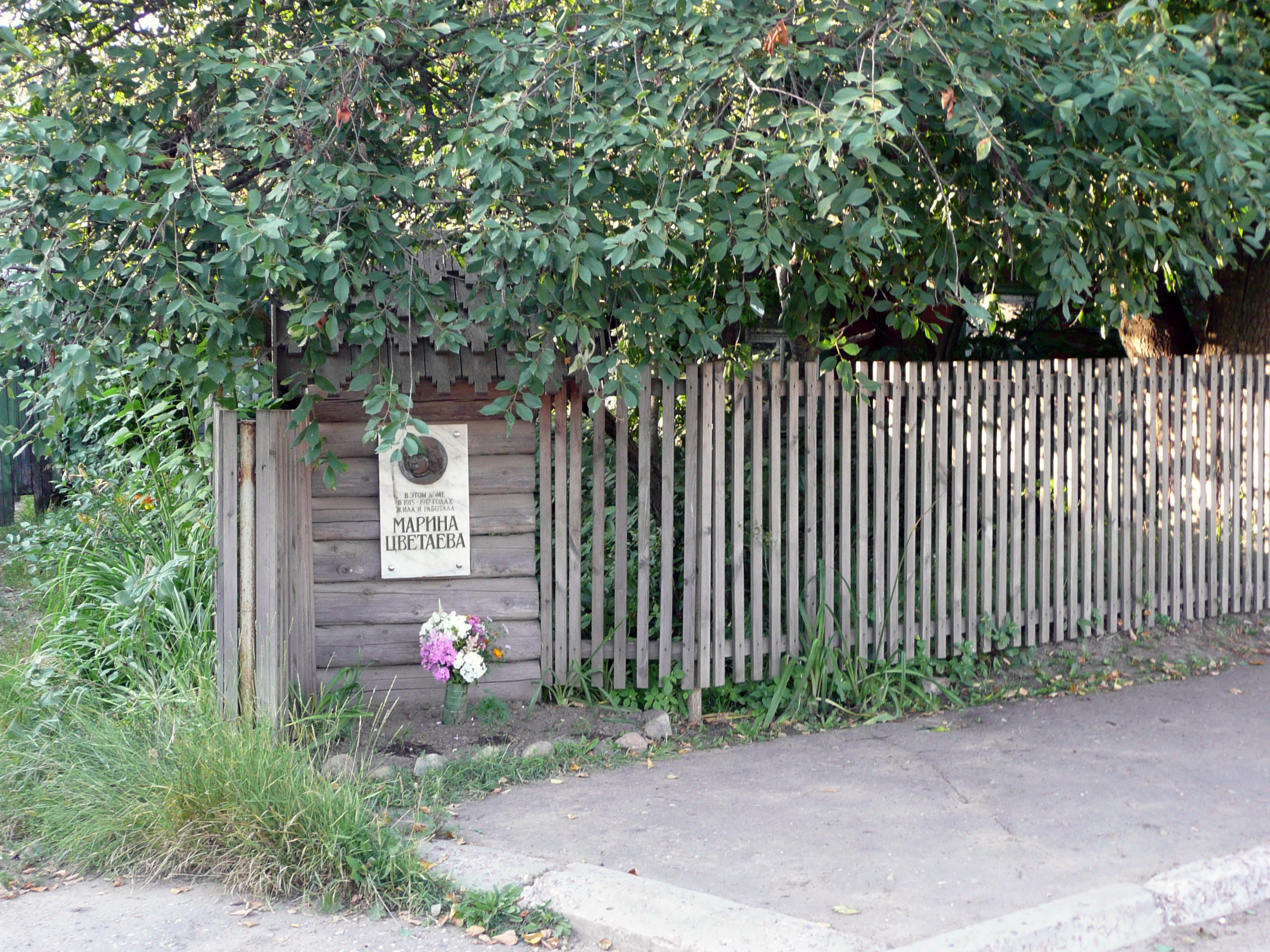
Placa conmemorativa en el museo Marina Tsvetáyeva.
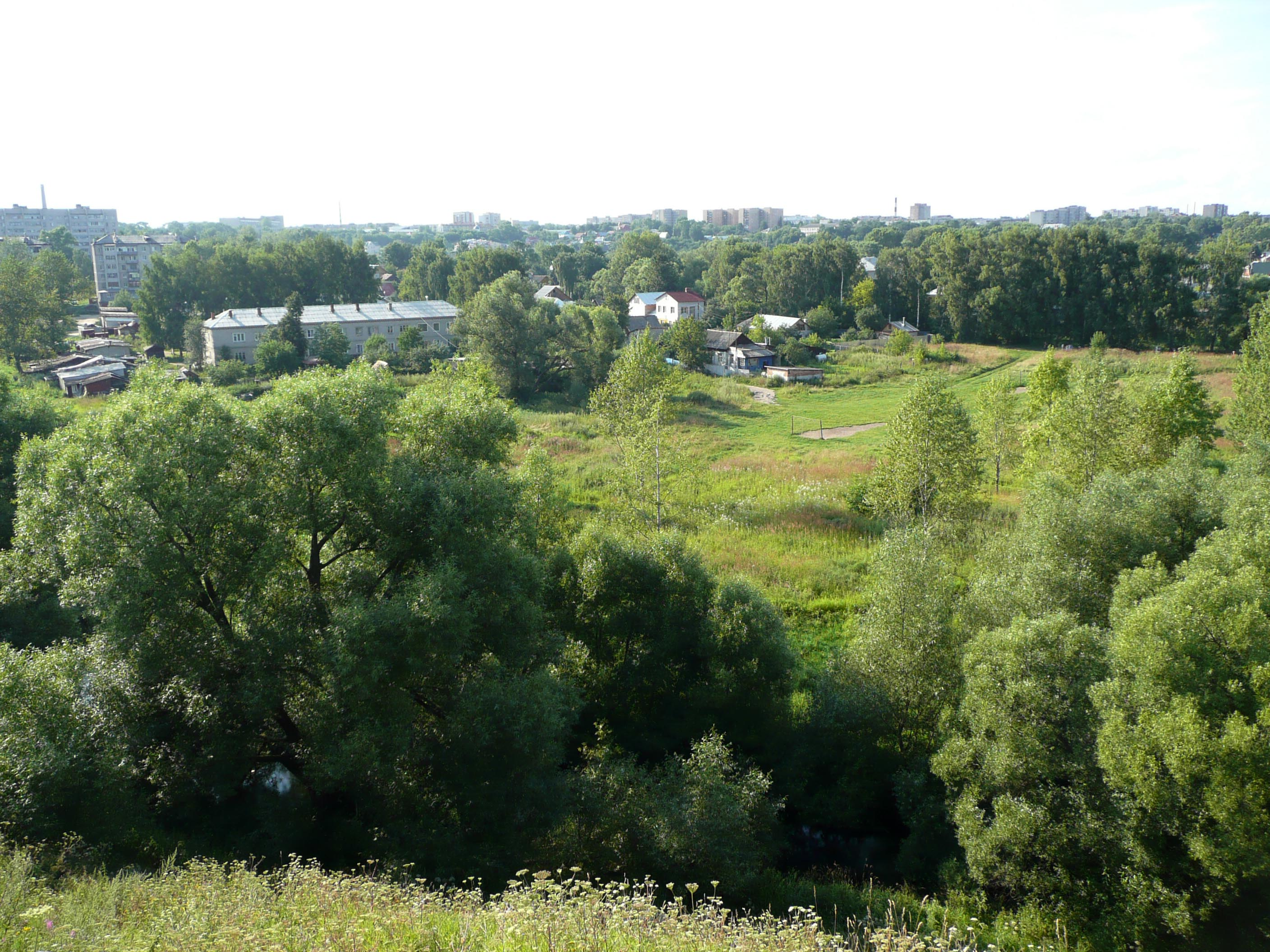
Vista de la ciudad.
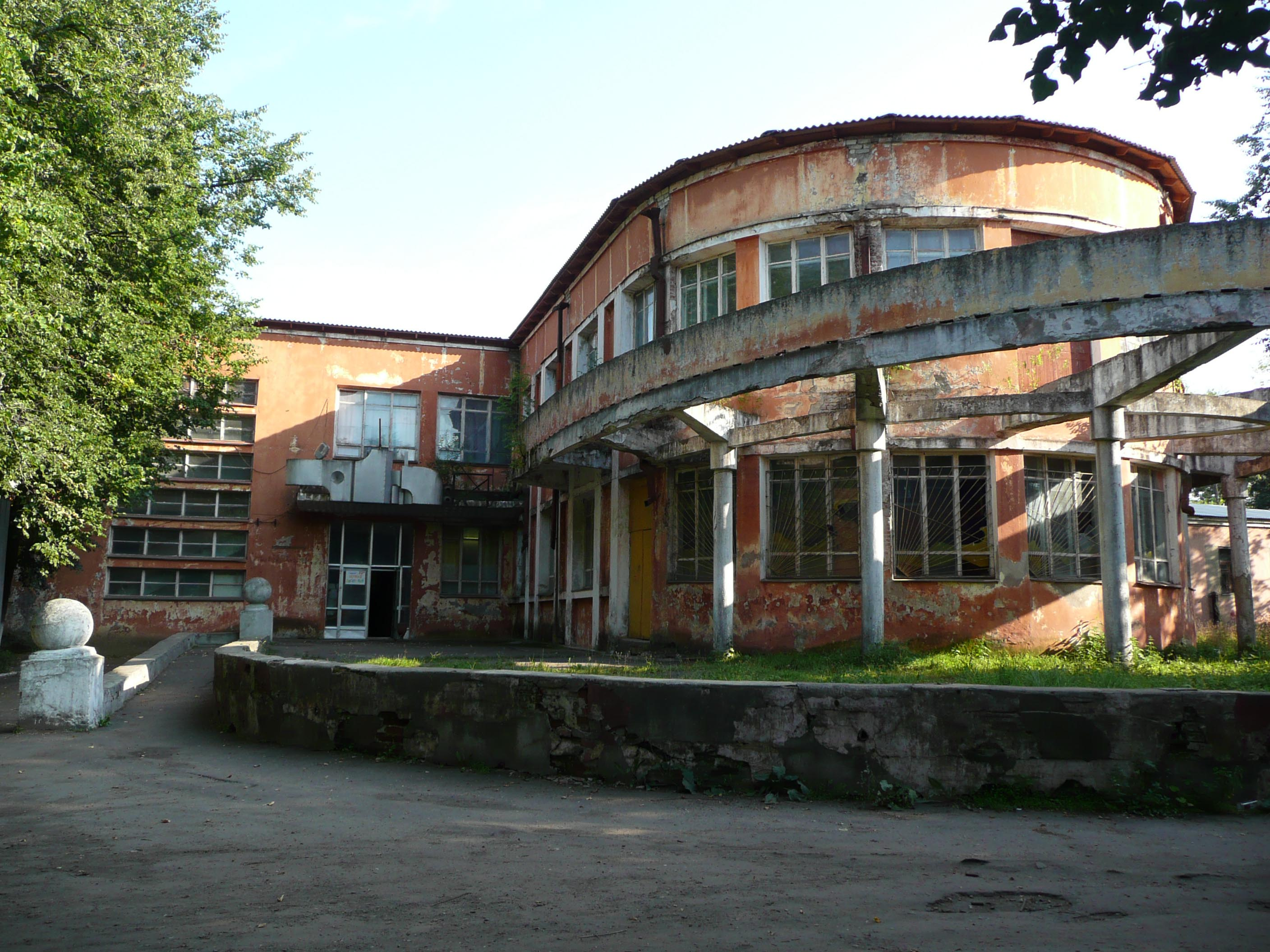
El edificio del club ISKOZH.
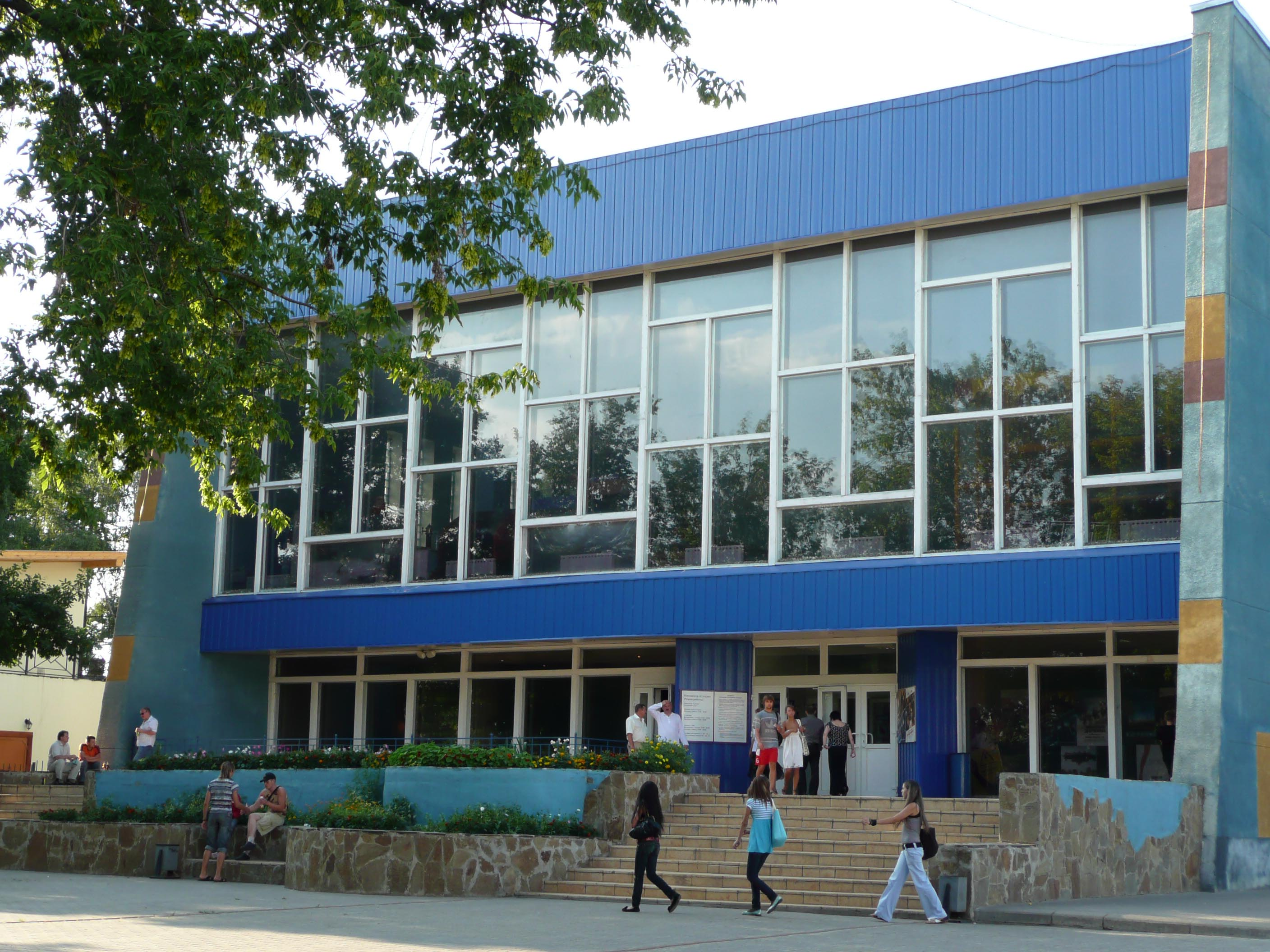
Cine-teatro Satúrn.
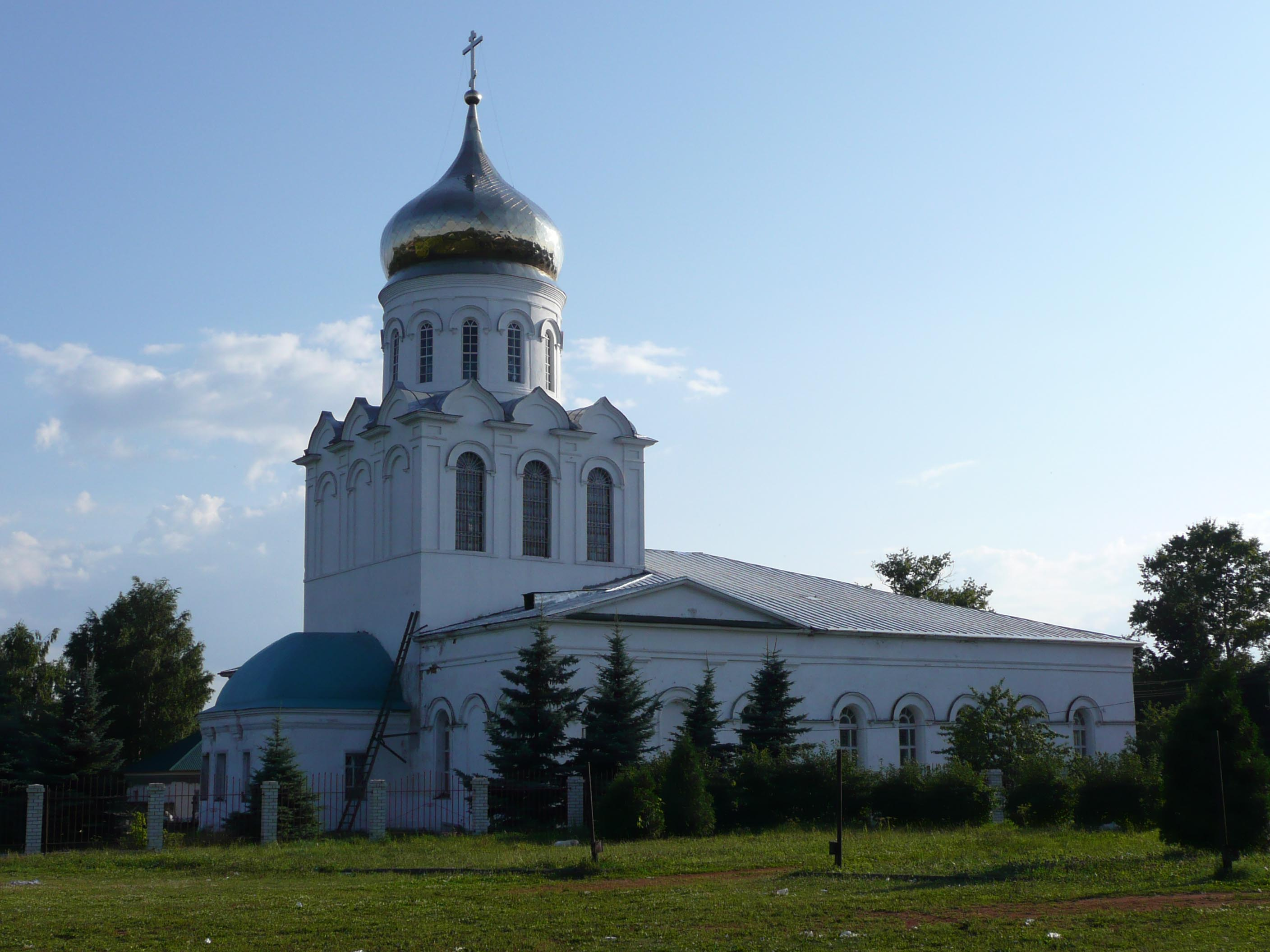
Catedral de la Natividad de Jesucristo (Собор Рождества Христова).
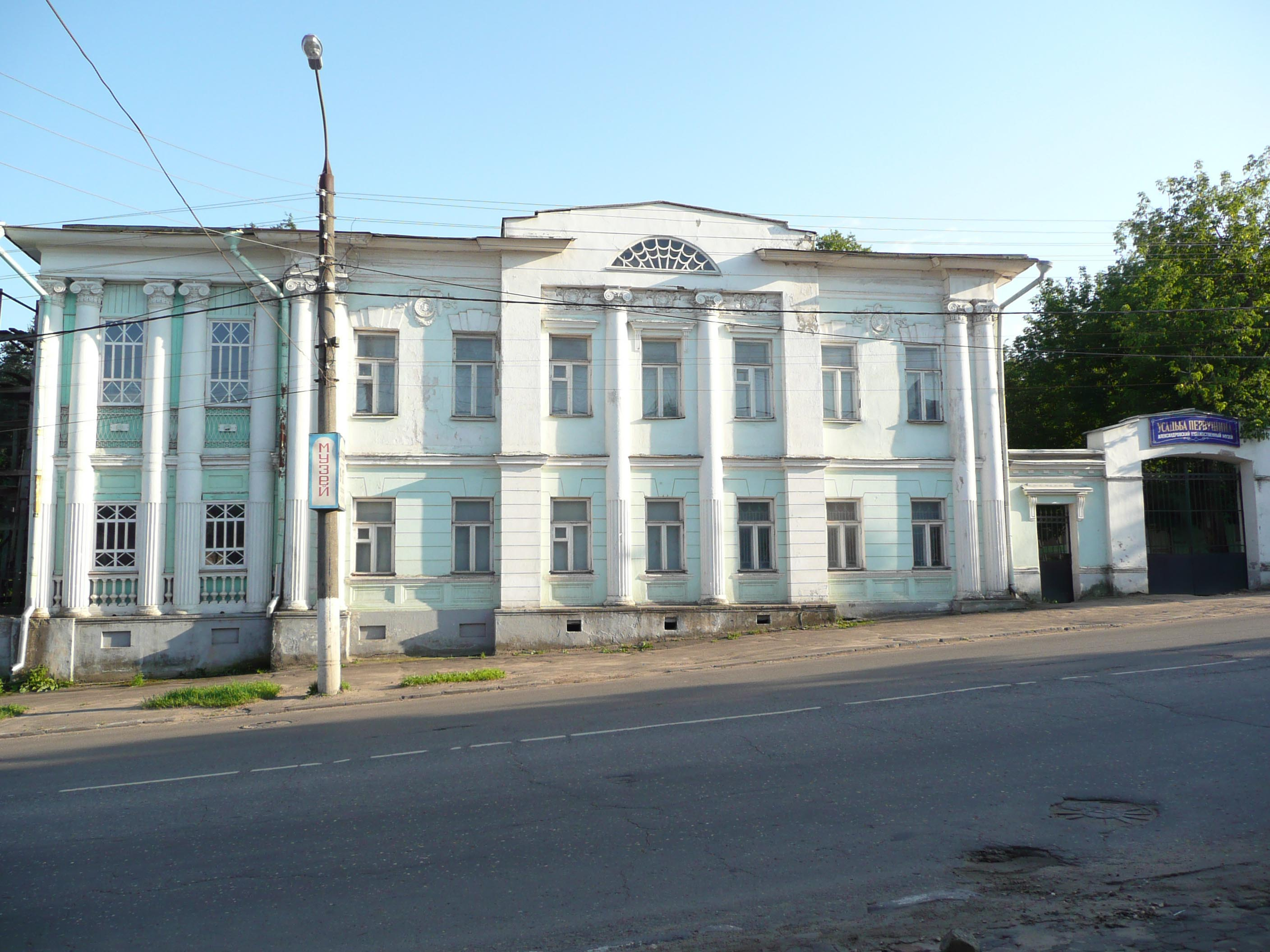
Hacienda Pervúshina.
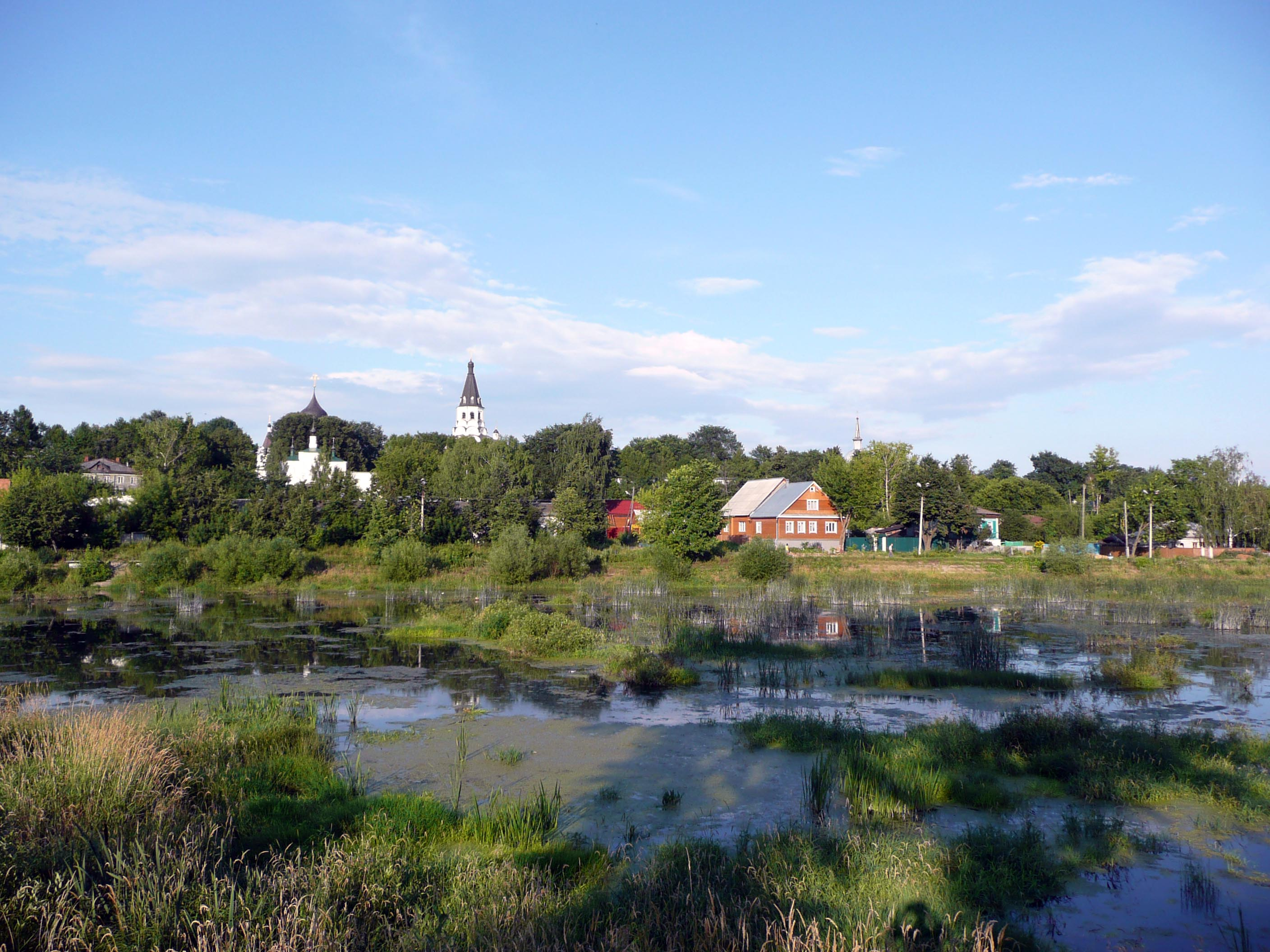
El Seraya desde el kremlin de Aleksándrov.
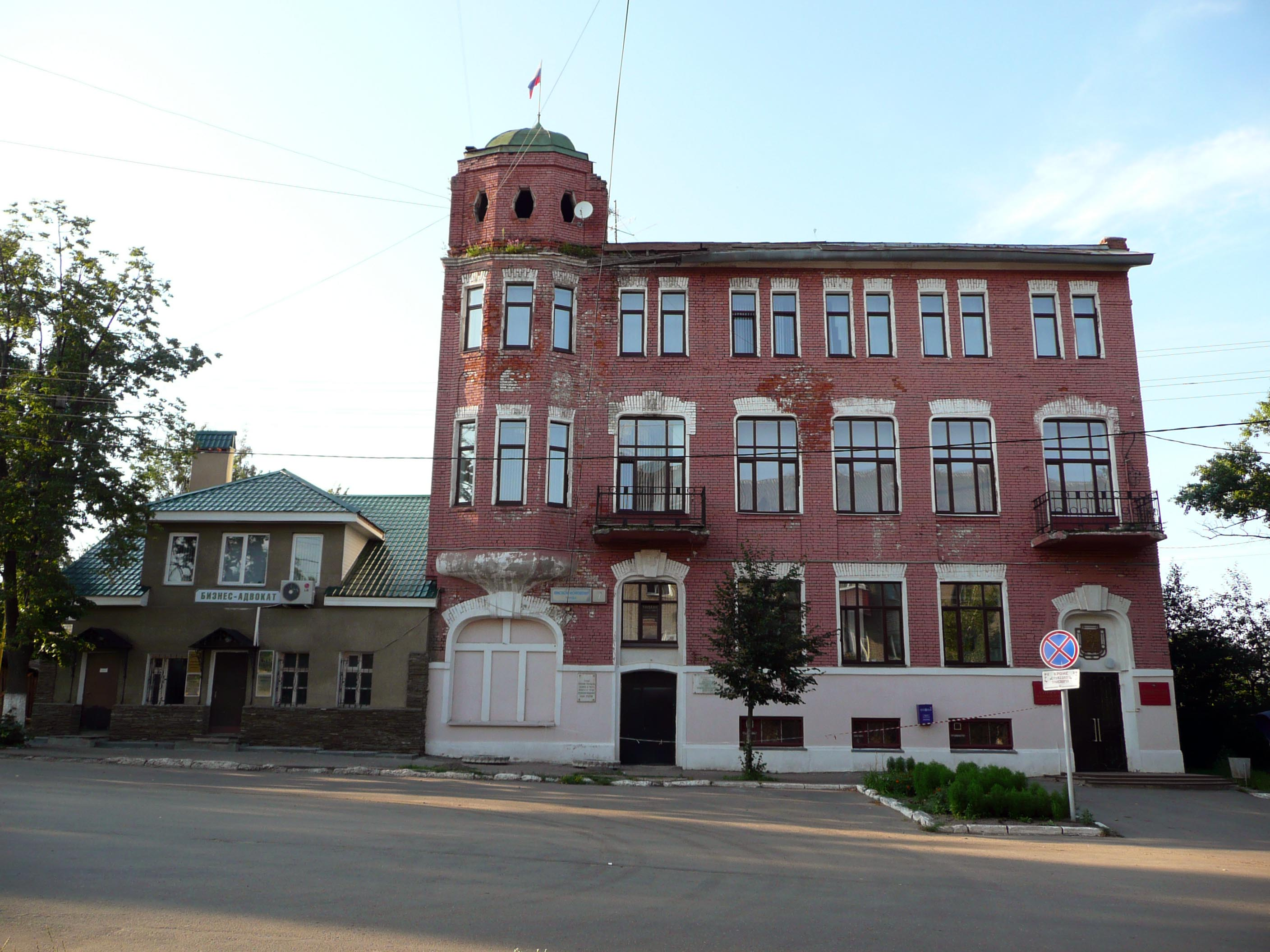
Edificio de la administración del raión.
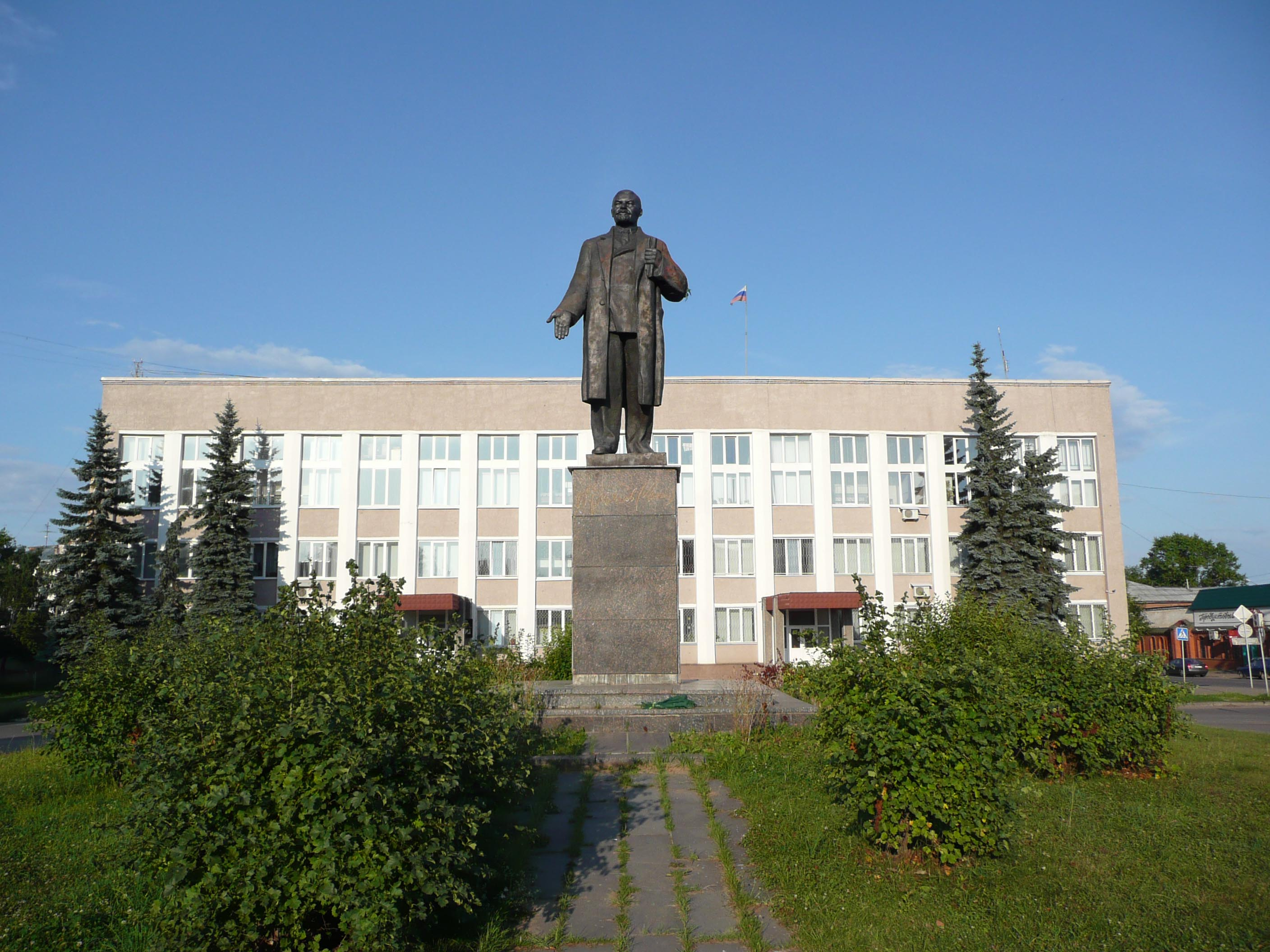
Monumento a Lenin.
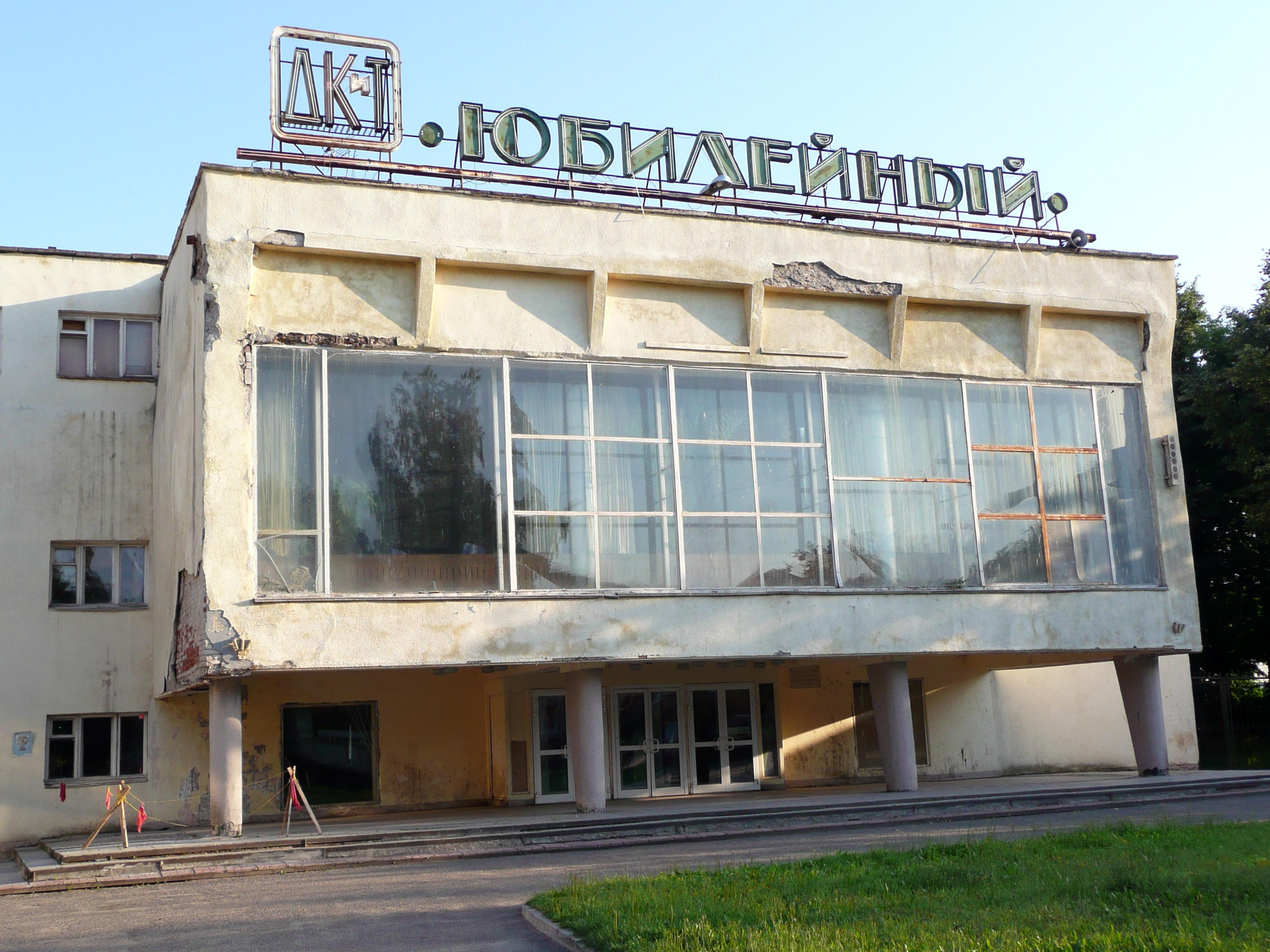
DK "Yubileini".
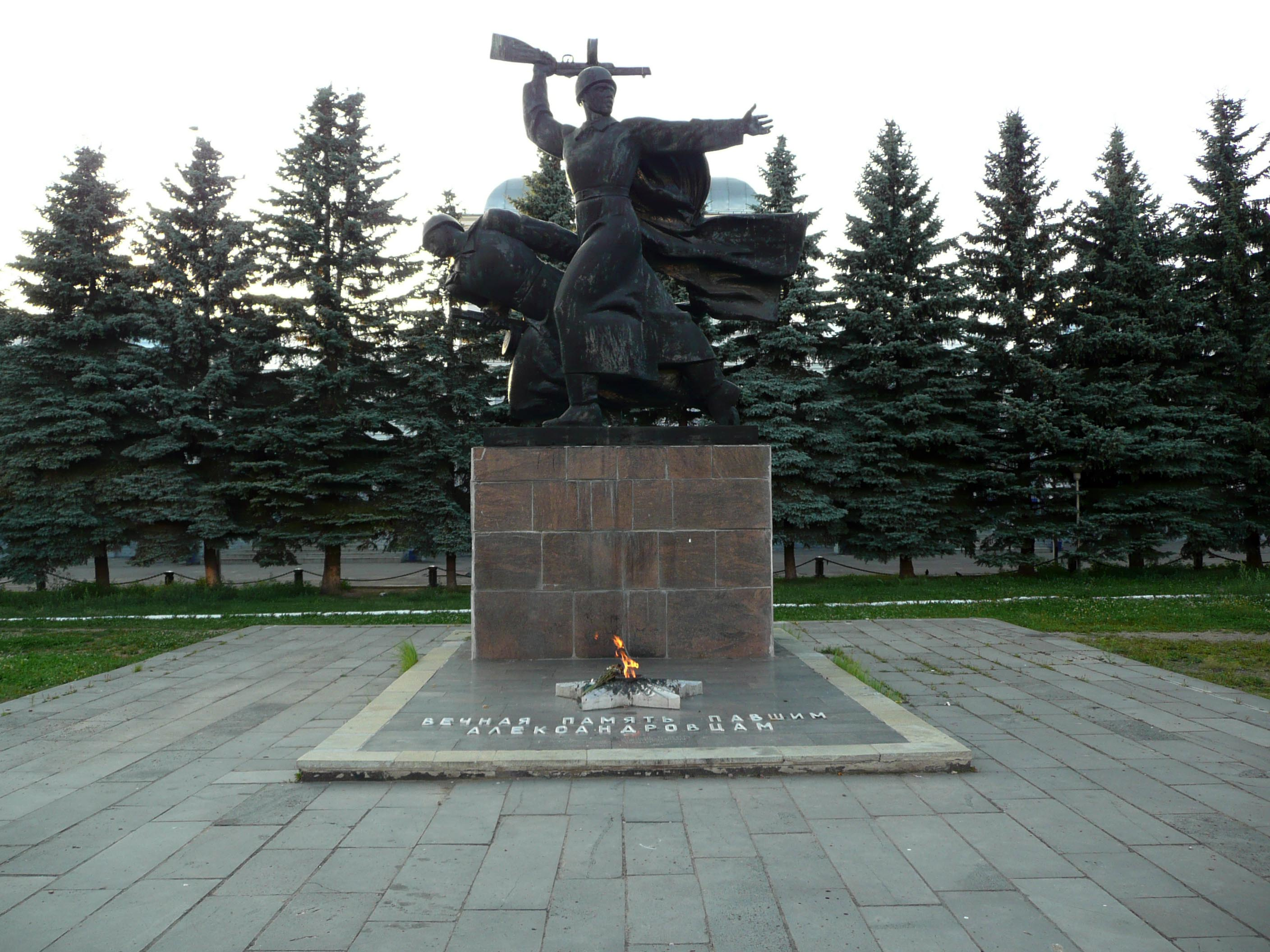
"Fuego eterno".
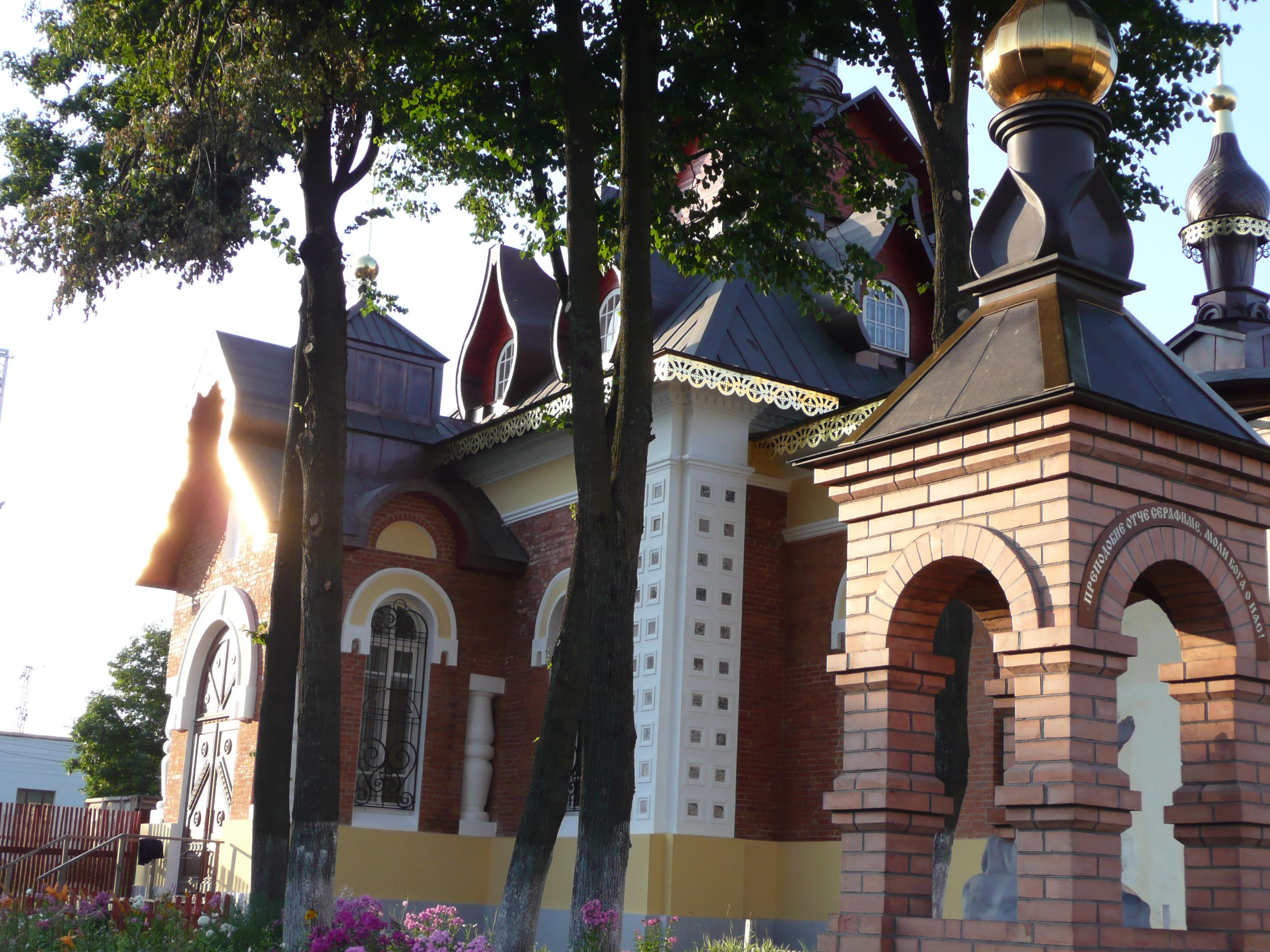
Iglesia de Serafín de Sarov.
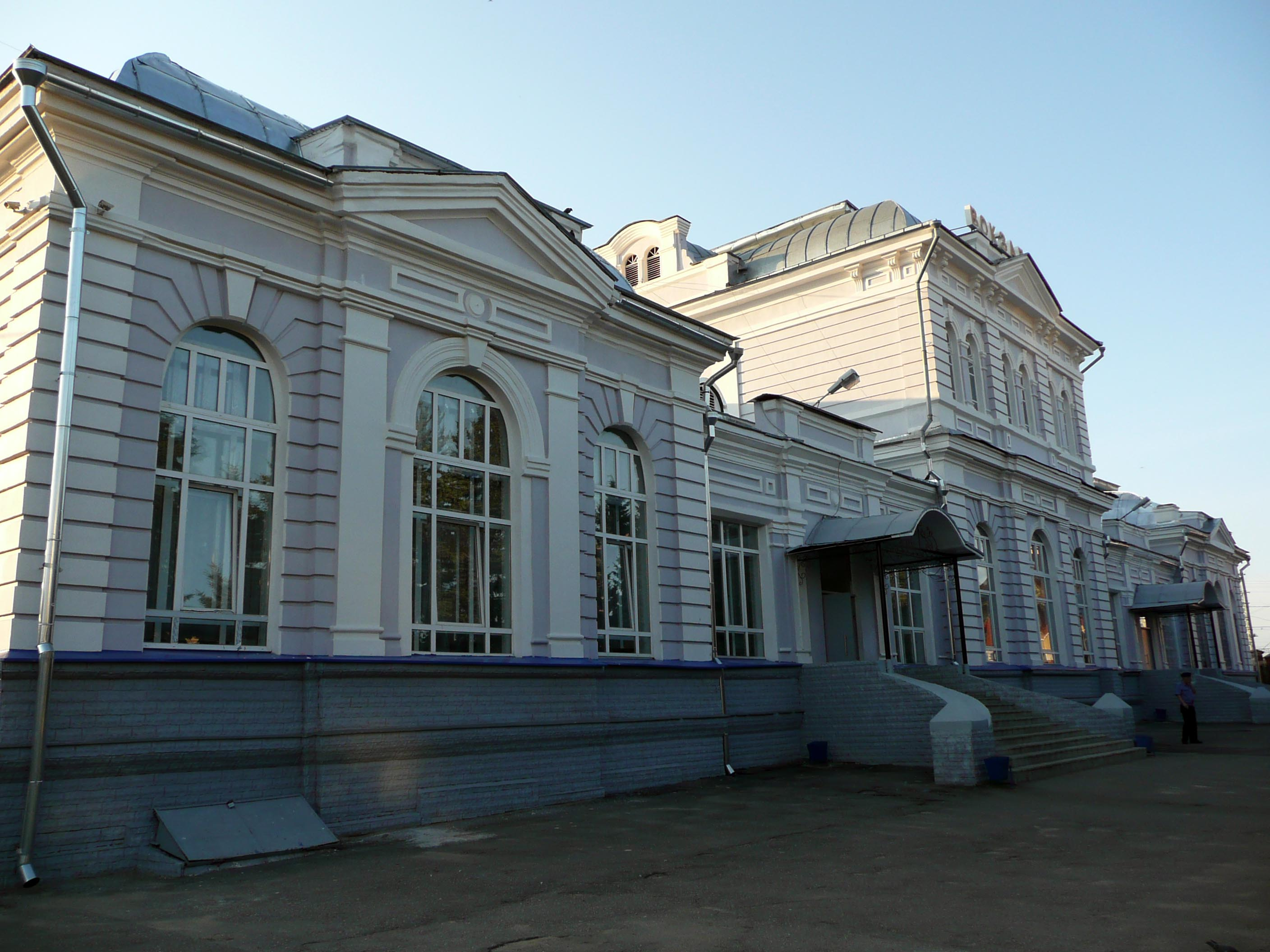
Estación de ferrocarril.
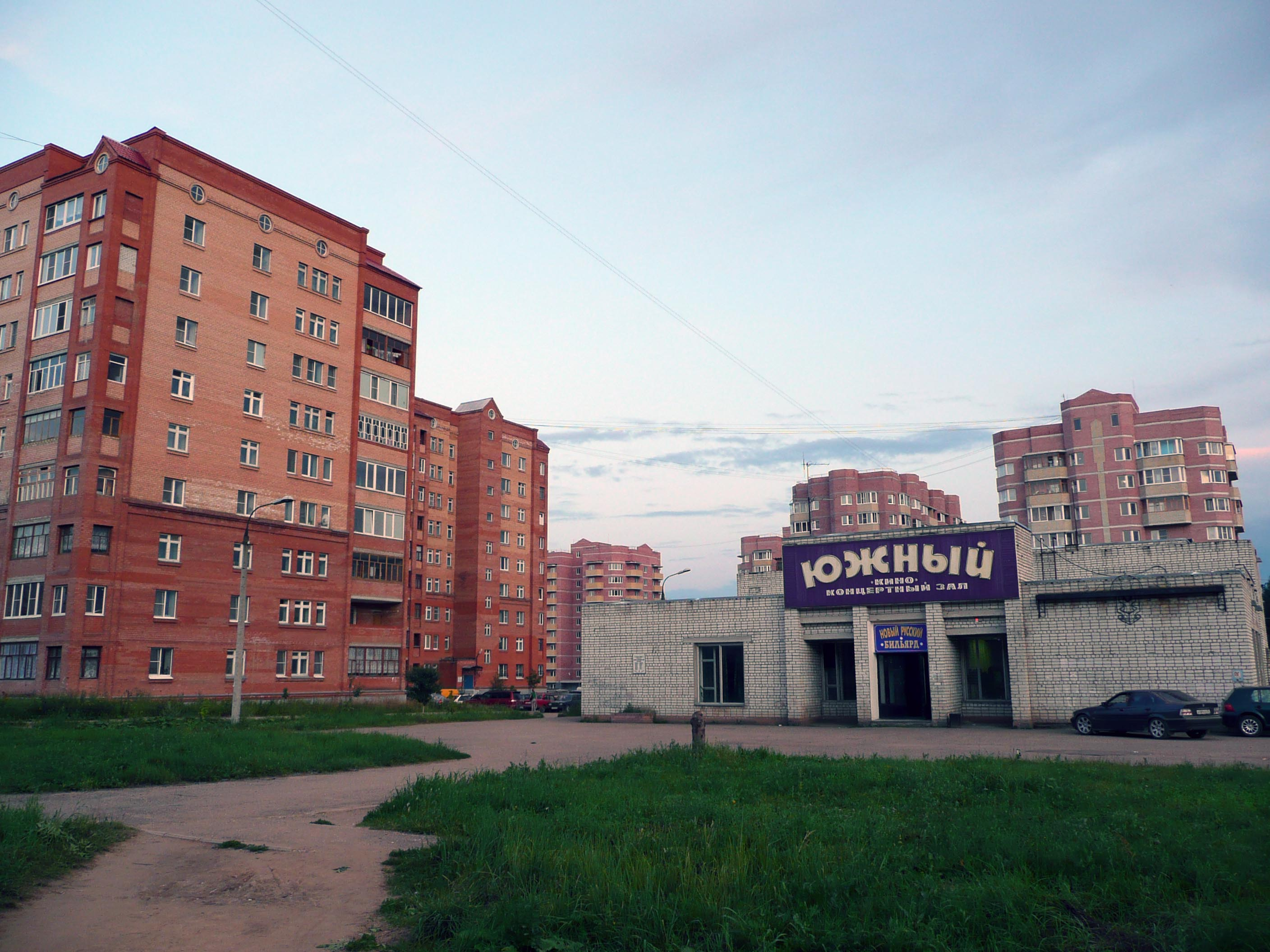
Microraión Yuzhni en Cheriómushki.